# Reinberg-Litschau
Reinberg-Litschau (teilweise auch Klein-Litschau) ist eine Ortschaft und eine Katastralgemeinde der Gemeinde Eggern im Bezirk Gmünd in Niederösterreich mit 101 Einwohnern (Stand 1. Jänner 2024).

## Geografie
Die nordöstlich von Eggern und östlich des Romaubachen gelegene Streusiedlung besteht aus zahlreichen Gehöften in Einzellage. Der namensgebende Reinberg (644 m ü. A.), über den auch die Europäische Wasserscheide verläuft, befindet sich südlich der Landesstraße L63, an die zahlreiche Anwesen über Nebenstraßen angebunden sind.
Am 1. April 2020 umfasste die Ortschaft 82 Adressen.

## Geschichte
Die Streusiedlung Reinberg-Litschau alias dorff Kueffstein wurde 1728 von Johann Anton I. von Kuefstein in den walt Reinberg genant von neuen erhebt und gestüfftet. Ab 1734 werden die Hütten von Reinberg-Litschau im Grundbuch erwähnt. Der Ort zählte zur Herrschaft Litschau. Im Jahr 1822 wurde der Ort als Amt mit 54 Häusern beschrieben, die nach Eggern eingepfarrt waren, wohin auch die Kinder eingeschult wurden. Die Herrschaft Litschau besaß die Ortsobrigkeit, übte die Landgerichtsbarkeit aus, besorgte die Konskription und hatte die Grundherrschaft inne.
Laut Adressbuch von Österreich waren im Jahr 1938 in der Ortsgemeinde Reinberg-Litschau zwei Gastwirte, ein Gemischtwarenhändler, ein Schweinehändler, sechs Viehhändler und mehrere Landwirte ansässig. Im Jahr 1972 trat die Ortschaft der Gemeinde Eggern bei.

## Siedlungsentwicklung
1751 zählte Reinberg-Litschau 57 untertänige Häuser.
Zum Jahreswechsel 1979/1980 befanden sich in der Katastralgemeinde Reinberg-Litschau insgesamt 87 Bauflächen mit 33.509 m² und 28 Gärten auf 10.624 m², 1989/1990 waren es 101 Bauflächen. 1999/2000 war die Zahl der Bauflächen auf 248 angewachsen und 2009/2010 waren es 123 Gebäude auf 236 Bauflächen.

## Landwirtschaft
Die Katastralgemeinde ist landwirtschaftlich geprägt. 415 Hektar wurden zum Jahreswechsel 1979/1980 landwirtschaftlich genutzt und 30 Hektar waren forstwirtschaftlich geführte Waldflächen. 1999/2000 wurde auf 399 Hektar Landwirtschaft betrieben und 35 Hektar waren als forstwirtschaftlich genutzte Flächen ausgewiesen. Ende 2018 waren 393 Hektar als landwirtschaftliche Flächen genutzt und Forstwirtschaft wurde auf 32 Hektar betrieben. Die durchschnittliche Bodenklimazahl von Reinberg-Litschau beträgt 19 (Stand 2010).